# Haelen

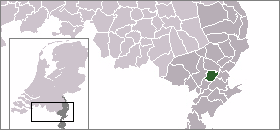
Kommunen Haelens läge innan infogandet 2007

Haelen (limburgiska: Hale) är en stad i provinsen Limburg i Nederländerna. Staden hade 4 297 invånare (2012).
Haelen var en egen kommun fram till 2007 då kommunen infogades i Leudal. Kommunens totala area var 29,15 km² (där 0,58 km² var vatten) och invånarantalet var på 9 967 invånare (2005).